# Bassanago bulbiceps
Bassanago bulbiceps és una espècie de peix pertanyent a la família dels còngrids.

## Descripció
- Pot arribar a fer 50 cm de llargària màxima.[3][4]

## Depredadors
A Nova Zelanda és depredat per Genypterus blacodes i a Austràlia per Cyttus traversi i Helicolenus percoides.

## Hàbitat
És un peix marí i batidemersal que viu entre 270 i 1.100 m de fondària al talús continental.

## Distribució geogràfica
Es troba al Pacífic sud-occidental: Austràlia i Nova Zelanda.

## Costums
És bentònic.

## Observacions
És inofensiu per als humans.